# Tirozin
Tirozin (Tyr ali Y)  ali 4-hidroksifenilalanin, je ena od 22 aminokislin, ki jih celice potrebujejo za sintezo beljakovin. Gre za ne-esencialno aminokislino s polarno stransko skupino. Njena kodona sta UAC in UAU. Ime »tirozin« izvira iz grškega TYROS, kar pomeni sir: snov je leta 1846 v kazeinu, beljakovini v sirih, odkril in poimenoval nemški kemik Justus von Liebig. Imenuje se tirozil, kadar je govora o funkcionalni skupini ali stranski verigi. Tirozin je hidrofobna aminokislina.

## Funkcije
Poleg tega, da je proteinogenska aminokislina, ima tirozin posebno vlogo zaradi fenolne funkcionalnosti. Najti ga je v beljakovinah, ki sodelujejo v procesih signalizacije. Deluje kot sprejemnik fosfatnih skupin, ki jih prenašajo encimi kinaze (tako imenovane receptorske tirozin kinaze). Fosforilacija hidroksilne skupine spremeni aktivnost tarčnega proteina.
Tirozinski ostanek igra pomembno vlogo tudi v fotosintezi. V kloroplastih (fotosistem II), deluje kot donor elektronov pri redukciji oksidiranega klorofila. V tem procesu izgubi proton s svoje fenolne hidroksilne skupine. Radikal nato v fotosistemu II reducirajo štirje osrednji manganovi grozdi.

## Prehranske potrebe in viri
Priporočeni dnevni vnos za fenilalanin in tirozin znaša 25 mg na kilogram telesne mase. Za osebo z maso 70 kilogramov pomeni to 1750 mg (fenilalanina + tirozina).
Tirozin, ki se tudi lahko sintetizira v telesu iz fenilalanina, je na voljo v številnih živilih z visoko vsebnostjo beljakovin, kot so piščančje in puranje meso, ribe, mleko, jogurt, skuta, sir, arašidi, mandlji, bučna in sezamova semena, sojini izdelki, avokado ter banane. Tako vsebuje npr. jajčni beljak 250 mg snovi na jajce, mesni izdelki, kot so pusta govedina / jagnjetina / svinjina / losos / piščančje/ puranje meso pa približno 12 mg/g 